# Metastelma
Metastelma är ett släkte av oleanderväxter. Metastelma ingår i familjen oleanderväxter.

## Dottertaxa tillMetastelma, i alfabetisk ordning[1]
- Metastelma abietoides
- Metastelma acerosum
- Metastelma alainii
- Metastelma anegadense
- Metastelma aristatum
- Metastelma arizonicum
- Metastelma astephanoides
- Metastelma atrorubens
- Metastelma atrovirens
- Metastelma bahamense
- Metastelma barbadense
- Metastelma barbigerum
- Metastelma blodgettii
- Metastelma boldinghii
- Metastelma bonplandianum
- Metastelma brachymischum
- Metastelma brachystephanum
- Metastelma broadwayi
- Metastelma burchellii
- Metastelma calcicola
- Metastelma californicum
- Metastelma chimantense
- Metastelma columbianum
- Metastelma crassiusculum
- Metastelma cubense
- Metastelma cuneatum
- Metastelma decipiens
- Metastelma ditassoides
- Metastelma domingense
- Metastelma dorrii
- Metastelma eggersii
- Metastelma ekmanii
- Metastelma eliasianum
- Metastelma exasperatum
- Metastelma fawcettii
- Metastelma fiebrigii
- Metastelma freemani
- Metastelma fusculum
- Metastelma giuliettianum
- Metastelma glabrius
- Metastelma gracile
- Metastelma grisebachianum
- Metastelma guanchezii
- Metastelma hamatum
- Metastelma harleyi
- Metastelma harrisii
- Metastelma hartii
- Metastelma herzogii
- Metastelma hirtellum
- Metastelma huberi
- Metastelma inaguense
- Metastelma infimicola
- Metastelma jamaicense
- Metastelma latifolium
- Metastelma leptocladon
- Metastelma leptophyllum
- Metastelma linearifolium
- Metastelma longicoronatum
- Metastelma martinicense
- Metastelma mathewsii
- Metastelma mexicanum
- Metastelma microgynostegia
- Metastelma minutiflorum
- Metastelma mirifolium
- Metastelma monense
- Metastelma myrianthum
- Metastelma myrtifolium
- Metastelma occidentale
- Metastelma oranensis
- Metastelma ovalifolium
- Metastelma ovatum
- Metastelma paraquense
- Metastelma parviflorum
- Metastelma pauciflorum
- Metastelma pedunculare
- Metastelma penicillatum
- Metastelma peruvianum
- Metastelma picardae
- Metastelma pringlei
- Metastelma priorii
- Metastelma pubipetalum
- Metastelma pullidum
- Metastelma purpurascens
- Metastelma quitense
- Metastelma rariflorum
- Metastelma readii
- Metastelma retinaculatum
- Metastelma rodriguezii
- Metastelma rugosum
- Metastelma rupicola
- Metastelma salinarum
- Metastelma schaffneri
- Metastelma schlechtendalii
- Metastelma schlechteri
- Metastelma selerianum
- Metastelma sepicola
- Metastelma sepium
- Metastelma sigmoideum
- Metastelma spruceanum
- Metastelma stenoglossum
- Metastelma stenomeres
- Metastelma stipitatum
- Metastelma strictum
- Metastelma thalamosiphon
- Metastelma thysanotum
- Metastelma triodontum
- Metastelma tubatum
- Metastelma turneri
- Metastelma tylophoroides
- Metastelma urbanianum
- Metastelma warmingii
- Metastelma woodsonii
- Metastelma yucatanense